# Томаш Вацлик
Томаш Вацлик (чеш. Tomáš Vaclík; Острава, 29. марта 1989) чешки је фудбалски голман који тренутно наступа за Олимпијакос и репрезентацију Чешке.

## Репрезентативна статистика
Ажурирано 19. јуна 2021.
| Чешка  | Чешка   | Чешка  |
| Године | Наступа | Голова |
| ------ | ------- | ------ |
| 2012.  | 1       | 0      |
| 2013.  | 0       | 0      |
| 2014.  | 1       | 0      |
| 2015.  | 3       | 0      |
| 2016.  | 6       | 0      |
| 2017.  | 7       | 0      |
| 2018.  | 5       | 0      |
| 2019.  | 6       | 0      |
| 2020.  | 5       | 0      |
| 2021.  | 5       | 0      |
| Укупно | 39      | 0      |

## Трофеји, награде и признања

### Екипно
Базел
- Суперлига Швајцарске (3): 2014/15, 2015/16, 2016/17.
- Куп Швајцарске : 2016/17.[4]

Севиља
- УЕФА Лига Европе : 2019/20.[5]
- УЕФА суперкуп : финале 2020.

### Репрезентативно
- Европско првенство у фудбалу до 21 године : бронза 2011.[6]

### Појединачно
- Европско првенство у фудбалу до 21 године : тим првенства 2011.
- Играч месеца у Ла лиги : новембар 2018.
- Чешки фудбалер године : 2018.[7]
- Златна лопта Чешке : 2019.[8]